# Нетцель, Лаура
Ла́ура Конста́нс Не́тцель, урожденная Pistolekors, (швед. Laura Constance Netzel; 1 марта 1839 года — 10 марта 1927 года) — шведский композитор, пианист и дирижер. Иногда использовала псевдоним N. Lago.  

## Биография
Лаура Констанс Нетцель родилась 1 марта 1839 года в коммуне Рантасалми провинции Южное Саво, Финляндия. Несмотря на то, что всего один год жила в Финляндии, она протяжении всей жизни гордилась своим финским происхождением. В 1840 году её семья переехала на постоянное жительство в Стокгольм.  Лаура Нетцель училась игре на фортепиано у педагога Mauritz Gisiko  и австрийского пианиста Антона Доор, вокалу училась у Юлии Гюнтер (Ulius Günther). Композиции училась у композитора Хайнца Вильгельма  (Wilhelm Heinze) в Германии и французского композитора Шарля-Мари Видор во Франции. Дебютировала, как композитор, в 1874 году. Является автором вокальных сочинений, концертов, фортепианной музыки, сочинений для хора, хора и оркестра и др. Свои музыкальные произведения подписывала своей фамилией и псевдонимом N. Lago.
Нетцель занималась благотворительной деятельностью, поддерживала бедных женщин, детей и рабочих. В 1866 году она вышла замуж за профессора Вильгельма Нетцеля (Wilhelm Netzel) из Каролинского института.
Лаура Констанс Нетцель скончалась в Стокгольме 10 марта 1927 года. Похоронена на кладбище Норра бегравнингсплатсен.

## Сочинения

#### Концерты
- Fantaisie pour orchestre, op. 77, till text av kung Oscar II (1903)
- Violinkonsert, op. 83
- Pianokonsert, op. 84

#### Камерная музыка
- Berceuse et Tarentelle för violin och piano, op. 28 (senast 1892)
- Suite i a-moll för flöjt och piano, op. 33
- Tarantelle i a-moll för violin och piano, op. 33 (1896)
- Humoresque i F-dur för violin och piano, op. 37 (senast 1896)
- Romance i E-dur för violin och piano eller orgel, op. 38
- Romance i A-dur för violin och piano, op. 40 (senast 1896)
- Andante religioso i D-dur för violin och piano, op. 48 (1896)
- Sérénade för piano, violin och cello, op. 50 (1895)
- Danse Hongroise för cello och piano, op. 51
- Chanson Slave i G-dur för violin och piano, op. 53 (senast 1894)
- Berceuse i E-dur för violin och piano, op. 59 (senast 1906)
- La gondoliera i A-dur för violin och piano, op. 60 (1896)
- Suite i a-moll för violin och piano, op. 62 (1897)
- Sonat i e-moll för cello och piano, op. 66 (senast 1899)
- Preludio e Fughetta i g-moll för piano, violin och cello, op. 68 (1900)
- Berceuse i Fiss-dur för violin (eller flöjt) och piano, op. 69 (senast 1900)
- Colibri i F-dur för flöjt och violin, op. 72
- Pianotrio i d-moll, op. 78 (senast 1895)
- Poème romantique i Ass-dur för 3 violiner och piano, op. 86

#### Сочинения для фортепиано
- Salonstykker för piano, op. 24
- Humoresker nr 1–3 för piano, op. 26 (1889)
- Pianosonat i Ess-dur, op. 27 (senast 1893)
- Menuett i G-dur för piano, op. 48
- Feu Follet, konsertetyd i Ass-dur för piano, op. 49 (senast 1877)
- Deux Études de Concert för piano, op. 52 (senast 1885)
- Six Morceaux för piano, op. 57 (1896)
- Pianokonsert i e-moll för 2 pianon